# Сан Рафаеле Чимена
Сан Рафаеле Чимена (итал. San Raffaele Cimena) је насеље у Италији у округу Торино, региону Пијемонт.
Према процени из 2011. у насељу је живело 2815 становника. Насеље се налази на надморској висини од 195 м.

## Становништво
Према резултатима пописа становништва 2011. у општини је живело 3.107 становника.
| 1931. | 1936. | 1951. | 1961. | 1971. | 1981. | 1991. | 2001. | 2011. |
| ----- | ----- | ----- | ----- | ----- | ----- | ----- | ----- | ----- |
| 1.459 | 1.451 | 1.578 | 1.448 | 1.740 | 2.221 | 2.384 | 2.815 | 3.107 |